# 多喝水

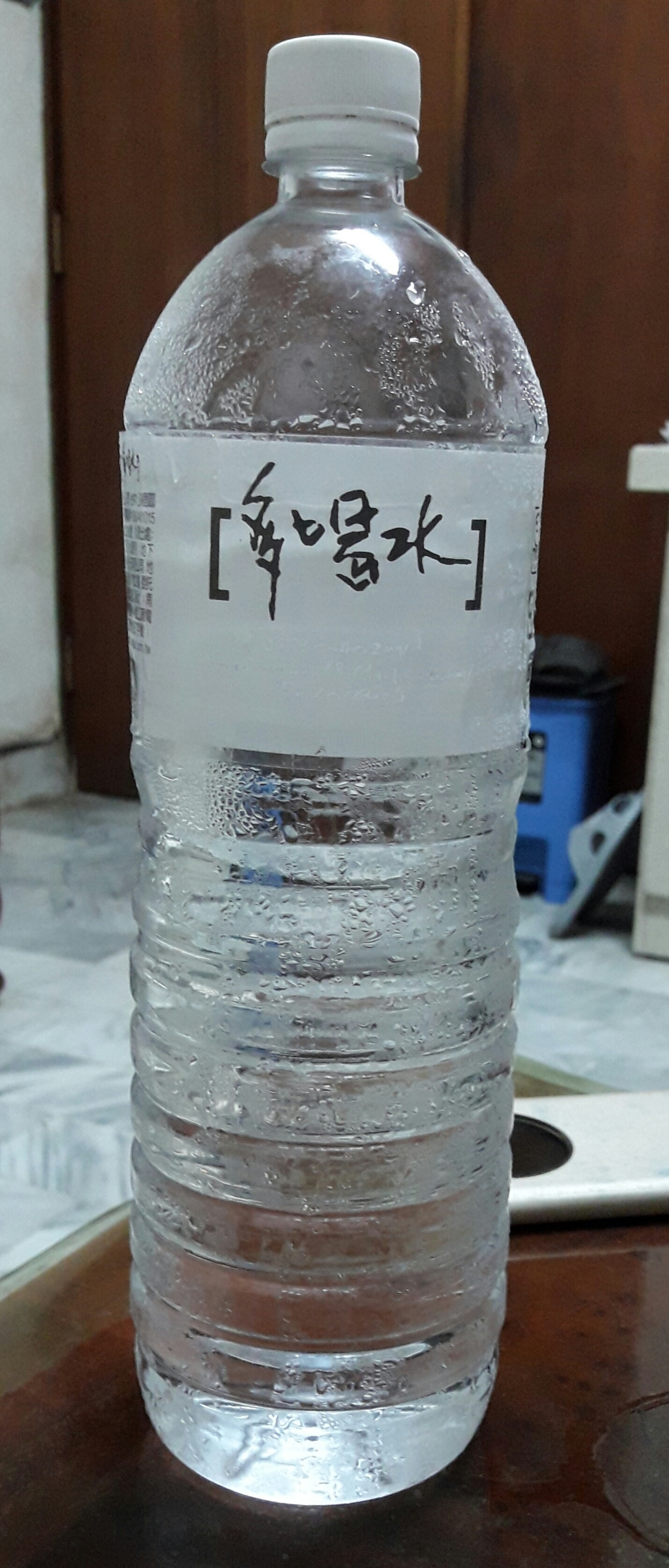
多喝水。

多喝水，台灣瓶裝水品牌，由台灣味丹企業公司生產，廣告詞「沒事多喝水，多喝水沒事」成為近年來台灣人耳熟能詳的廣告詞之一。從1996年到2007年，曾經獲得一些廣告獎，例如時報廣告金像獎、亞太廣告金像獎、4A自由創意獎、國際坎城廣告獎與時報世界華文廣告獎等。
此產品有四種包裝，較常見的是600毫升寶特瓶，另有1500毫升2000毫升以及5800毫升的大容量。
另外自2006年開始每年都有多喝水紀念瓶

## 外部連結
- 官方網站（页面存档备份，存于）
- waterman水超人的官方無名小站（页面存档备份，存于）